# Алекс Вітт (тенісист)
Алекс Вітт (англ. Alex Witt; нар. 1 січня 1976) — колишній американський тенісист.
Найвищу одиночну позицію світового рейтингу — 438 місце досяг 19 червня 2000, парну — 398 місце — 12 червня 2000 року.

## Титули ITF Ф'ючерс

### Парний розряд: (1)
| Ранг | Дата     | Турнір        | Покриття | Партнер     | Суперники                  | Рахунок       |
| ---- | -------- | ------------- | -------- | ----------- | -------------------------- | ------------- |
| 1.   | Тра 2000 | КНР F2, Ченду | Тверде   | Даґ Богабой | Рік де Вуст Йоган дю Рандт | 3–6, 6–4, 7–5 |